# 沈黙の鎮魂歌
『沈黙の鎮魂歌』（ちんもくのちんこんか、原題：Driven to Kill）は、2009年にアメリカで製作されたアクション映画。

## 概要
スティーヴン・セガール作品として初めて、一般公募によってタイトルが決まっている。

## ストーリー
元マフィアのルスランは、娘の結婚式に出席するために帰郷するが、娘の結婚相手は過去に敵対していたマフィアの御曹司だった・・・。

## キャスト
| 役名                     | 俳優                         | 日本語吹替 |
| ------------------------ | ---------------------------- | ---------- |
| ルスラン・ドラチェフ     | スティーヴン・セガール       | 大塚明夫   |
| ステファン・アブラモフ   | ドミトリー・チェポヴェツキー | 桐本拓哉   |
| ミハイル・アブラモフ     | イゴール・ジジキン           | 田中正彦   |
| ノーデン                 | イングリッド・トランス       | 田中敦子   |
| テリー・ゴールドスタイン | ロバート・ウィスデン         | 蒲田哲     |
| レニー・ドラチェフ       | ローラ・メネル               |            |
| キャサリン               | インナ・コロブキナ           | 瑚海みどり |
| ラスティック             | ザック・サンティアゴ         |            |

- その他の声の吹き替え：須藤絵里花、中村浩太郎、高橋研二、かぬか光明、東條加那子、田坂浩樹、利根健太朗、岡哲也、田久保修平